# Gynothemis venipunctata
Gynothemis venipunctata – gatunek ważki z rodziny ważkowatych (Libellulidae). Występuje na terenie Ameryki Południowej.